# Jekatěrina Pavlovna Šeremetěvová
Hraběnka Jekatěrina Pavlovna Šeremetěvová (rusky Екатерина Павловна Шереметева, 12. října 1849, Istanbul - 24. ledna 1929, Ostafjevo poblíž Moskvy) byla ruská šlechtična, dvorní dáma a mecenáška umění a dobrodinka. Pocházela z rodu Vjazemských.

## Život

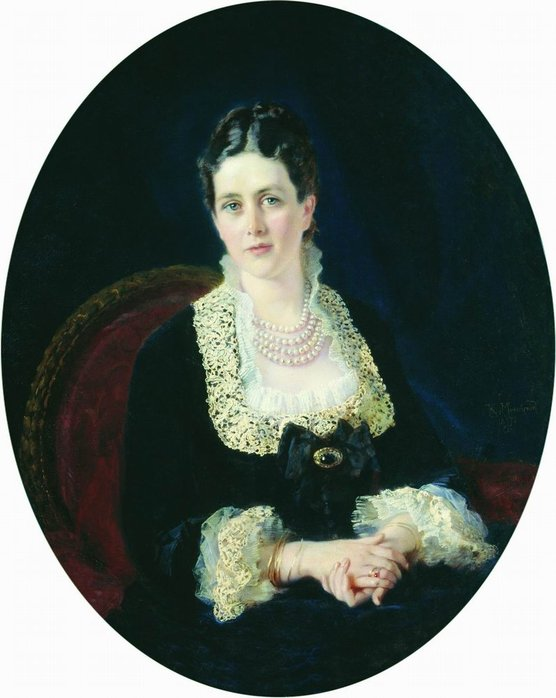
Jekatěrina Pavlovna Šeremetěvová (portrét od Konstantina Makovského)

Narodila se do rodiny Vjazemských z ruské vysoké šlechty s původem v panovnické dynastii Rurikovců. Jejími rodiči byli ruský diplomat Pavel Petrovič Vjazemskij (1820–1888) a jeho manželka Marija Arkadjevna, rozená Stolypinová (1819–1889), dcera Arkadije Alexejeviče Stolypina. Jejím dědečkem byl spisovatel Petr Andrejevič Vjazemskij (1792–1878), jedna z předních postav zlatého věku ruské literatury.

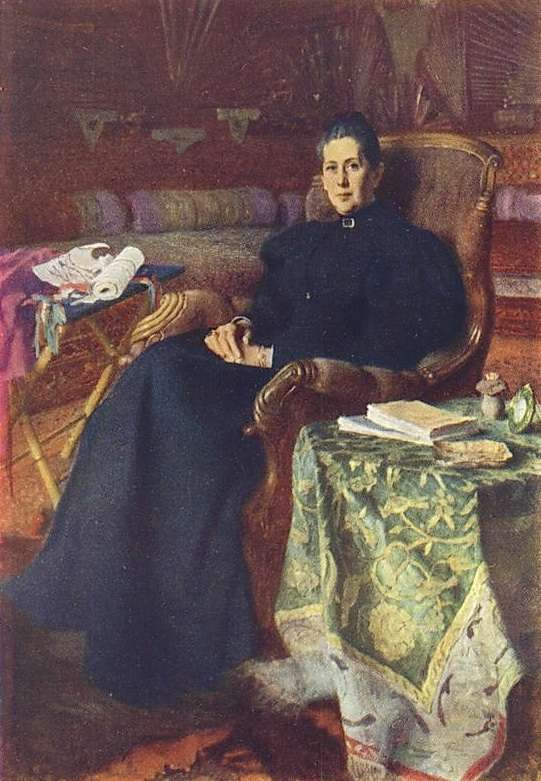
Jekatěrina Pavlovna Šeremetěvová (portrét od Nikolaje Bogdanova-Bělského)

Od dětství byla obklopena přáteli svého otce a dědečka: Nikolaj Michajlovič Karamzin, Vilgelm Karlovič Kjuchelbeker, Alexandr Sergejevič Gribojedov a Kondratij Fjodorovič Rylejev. Zajímala se o umění, literaturu a historii a podílela se na založení Společnosti milovníků starověkých spisů svého otce.
Na přelomu století v blízkosti svého sídla v Michajlovském v Moskevské gubernii společně s botanikem Fjodor Bucholtz založila Jekatěrina Přírodovědné muzeum. Část tamní muzejní knihovny se v roce 1921 stala základem knihovny Moskevského regionálního muzea.
Od roku 1857 sloužila jako carevnina dvorní dáma a za své služby obdržela od cara Mikuláše II. Řád svaté Kateřiny.
V době rusko-japonské války v letech 1904–1905 organizovala činnost ruského Červeného kříže.

### Manželství a rodina
30. června 1868 se provdala za ruského státního radního a historika, hraběte Sergeje Dmitrijeviče Šeremetěva (1844–1918). Z jejich manželství se narodilo devět dětí:
- Dmitrij Sergejevič (1869–1943);
- Pavel Sergejevič (1871–1943);
- Boris Sergejevič (1872–1946), ženatý s baronkou Marie-Louise Margarete von Gebl;
- Anna Sergejevna (1873–1943), provdaná za Alexandra Petroviče Saburova;
- Pjotr Sergejevič (1876–1914), ženatý s Elenou Borisovnou Mejendorfovou;
- Sergej Sergejevič (1878–1942);
- Marija Sergejevna (1880–1945), provdaná za hraběte Alexandra Vasiljeviče Gudoviče, měli čtyři děti;
- Jekatěrina Sergejevna (1880);
- Vasilij Sergejevič (1882–1883).

### Závěr života
Roky po bolševické revoluci v roce 1917 byly nejstrašnější v jejím životě. Oba z jejích zeťů byli zastřeleni bolševiky a další příbuzní a rodinní přátelé byli zatčeni. V prosinci 1918 zemřel její manžel.
Jekatěrina Pavlovna Šeremetěvová zemřela 24. ledna 1929. Její ostatky byly pohřbeny u zdi chrámu Nejsvětější Trojice v Ostafjevu poblíž Moskvy.

## Ocenění
- Ruský řád svaté Kateřiny